# حرف أصلي
الحرف الأصلي هو كل صوت يخرج من مخرج محقق يمكن تمييزه من بقية الأصوات. يطلق في اصطلاح النحاة وأهل التجويد على حروف اللغة العربية المعروفة. خلافها الحروف الفرعية.